# 飯田橋のふたばちゃん
『飯田橋のふたばちゃん』（いいだばしのふたばちゃん）は、横山了一原作・加藤マユミ作画による日本の漫画作品。WEBコミックアクションとITmedia ebook USERで連載していた、女子高生として擬人化された出版社キャラクターたちの学園生活を描く4コマ形式のギャグ漫画である。

## 概要
双葉社の担当編集者から「女子高生ギャグ漫画」を打診された原作者が、複数の漫画雑誌出版社に関わった自らの経験を活かして執筆に踏み切った作品である。双葉社のウェブコミックサイト「Web漫画アクション堂」で2012年5月に連載を開始。日本国内の漫画雑誌出版社を架空の女子校「コミリア学園」の生徒として擬人化、各社の雰囲気や事件、代表的な漫画作品をパロディ化して盛り込む内容で、商業出版社が同業他社を題材にする大胆な試みとしてITmediaとコミックナタリーで話題にされた。ITmediaでは、2012年9月より自社の電子書籍関連サイト「ebook USER」において「Web漫画アクション堂」とは別に「『飯田橋のふたばちゃん』出張版」と題する連載を開始した。Web漫画アクション堂が「WEBコミックハイ!」と合併した2013年4月以降は「WEBコミックアクション」にて2014年3月7日まで連載された。WEBコミックアクションでの連載が終了に伴いITmedia ebook USERへ正式に移籍、更新頻度が上りサブタイトルから出張の表記が無くなるがサイト名は「飯田橋のふたばちゃん」出張版のままである。
更新はWEBコミックアクションでは第1・第3金曜日に4コマ7本、ITmedia ebook USERでは毎週木曜日に4コマ1本が更新であったがWEBコミックアクションでの連載終了後は月に8本となる。その後、2015年9月末にてITmedia ebook USER自体が更新終了したことに伴い本作品も更新終了となった。

## 登場キャラクター
この漫画には漢字に振り仮名が無いので、名前の正確な読みは不明。また、「双葉」や「講談」が正確な名前だが、この節では公式のキャラクター紹介に従い「ちゃん」付けで記載する。
双葉ちゃんこの漫画の主人公。コミリア学園高等部の1年生。黄緑色の髪をいわゆるツインテールに結っている。勉強もスポーツも平凡で、これといった得意分野が無い。一時休学していた過去がある。「ルパン」という名の赤毛のサルを家に飼っている。中等部にエンジェルちゃんとピザッツちゃんという、奔放な妹が2人いる。
講談ちゃんショートカットの髪型で鼻に絆創膏を貼ったスポ根少女。ボクシング部に属しデンプシー・ロールを得意とする一方、掛け持ちの新聞部でゴシップ記事を書いて襲撃された過去がある。
集英ちゃん黒髪を後頭部で2本に編み、眼鏡をかけた少女。何事にも優秀な完璧主義者だが、何かにつけ「打ち切り」と口にするなど、束縛の強いシビアな性格。頭を打って「ホームちゃん」という穏やかな別人格になったことがある。
小学ちゃんセミロングの髪型のおっとりした少女。ラブコメ体質で、成績は良いものの抜けたところがあり、書類などをしょっちゅう失くす。温和な一方、野球は得意。
秋田ちゃん頭頂部の生え際だけ黒い長い金髪と、三白眼にマスクが特徴のヤンキー少女。学園きっての武闘派で、喧嘩が絶えない。だが意外と器用。妹のいちごちゃんには手を焼いている。
画報ちゃんサーファーカットの髪型と三白眼にマスクを着けた少女。秋田ちゃんと同じく武闘派で、彼女とは一度タイマンをしてからマブダチ（親友）となった。マニアックな一面をも持つ。
竹書ちゃんソバージュの髪型で左の目元にホクロを持つセクシーギャル系少女。麻雀部に属し、様々なことに託（かこつ）けて他の皆と麻雀しようとする。
いちごちゃん秋田ちゃんの妹で、コミリア学園中等部に通うU-15少女。「都条例ギリギリ」のエッチネタを試みては、秋田ちゃんらに肝を冷やさせる問題児。同じ中等部の「芳文シスターズ」のゆるい雰囲気が苦手。ガチエロなワニマガちゃん、ガチロリな茜ちゃんといった友人がいる。
スクエミちゃん第4話で他の業界から転校してきたファンタジー大好き少女。外側に大きく湾曲した髪型と、会話の語尾に「ッス」が特徴。テレビゲームなどが得意だが、映画にトラウマがある。
白泉ちゃん全体にいわゆる縦ロールの髪型が特徴の、クラス一のお嬢さま。常にたくさんの花を背後に咲かせて登場する。アニマルな一面もある。
角川ちゃんシャギーの入ったショートカットの髪型の、ミステリアスな少女。他クラスの生徒をも巻き込んだグループ（ホールディングス）を持っており、折に触れ双葉ちゃんらをグループに誘う。
芳文ちゃん右の前髪をヘアピンで留めたセミロングの髪型の、ゆるい雰囲気の少女。実は“超おっさん”体質でもある。同じ容姿をしたキャラットちゃん・MAXちゃん・フォワードちゃん・ミラクちゃん、および容姿が大きく異なるタイムちゃんという中等部の妹たち（芳文シスターズ）がいる。
日文ちゃん
秋田ちゃんや画報ちゃんを凌駕する武闘派で、コミリア学園高等部の生徒でありながら制服を着ず、和服にひっつめ髪というやくざの姐御を思わせる格好で通学している少女。ヤミ金部部長。なお、副部長は小学ちゃんである。
銀杏ちゃん片目を覆うほどの前髪と釣り眼が特徴の少女。講談ちゃん他、複数と「契約」を交わし、喧嘩や勉強の手伝いをする。講談ちゃん曰く「こいつが居ないとウチは成り立たない」存在。「出張版」に登場する。
退学・休学者
ヨシモトちゃん、ガンボちゃん、実業ちゃんらの名が挙がっている。

## 書誌情報
- 横山了一（原作）・加藤マユミ（作画） 『飯田橋のふたばちゃん』 双葉社〈アクションコミックス〉、全2巻
  1. 2013年6月28日 第1刷発行（同日発売[7]） ISBN 978-4-575-94384-9
  2. 2014年4月26日 第1刷発行（同日発売[8]） ISBN 978-4-575-94408-2